# Геворг Емін

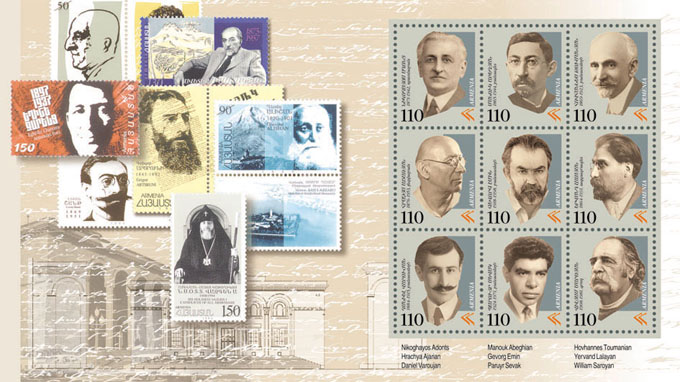
Адонц, Абегян, Туманян, Ачарян, Емін, Лалаян, Варужан, Севак, Сароян

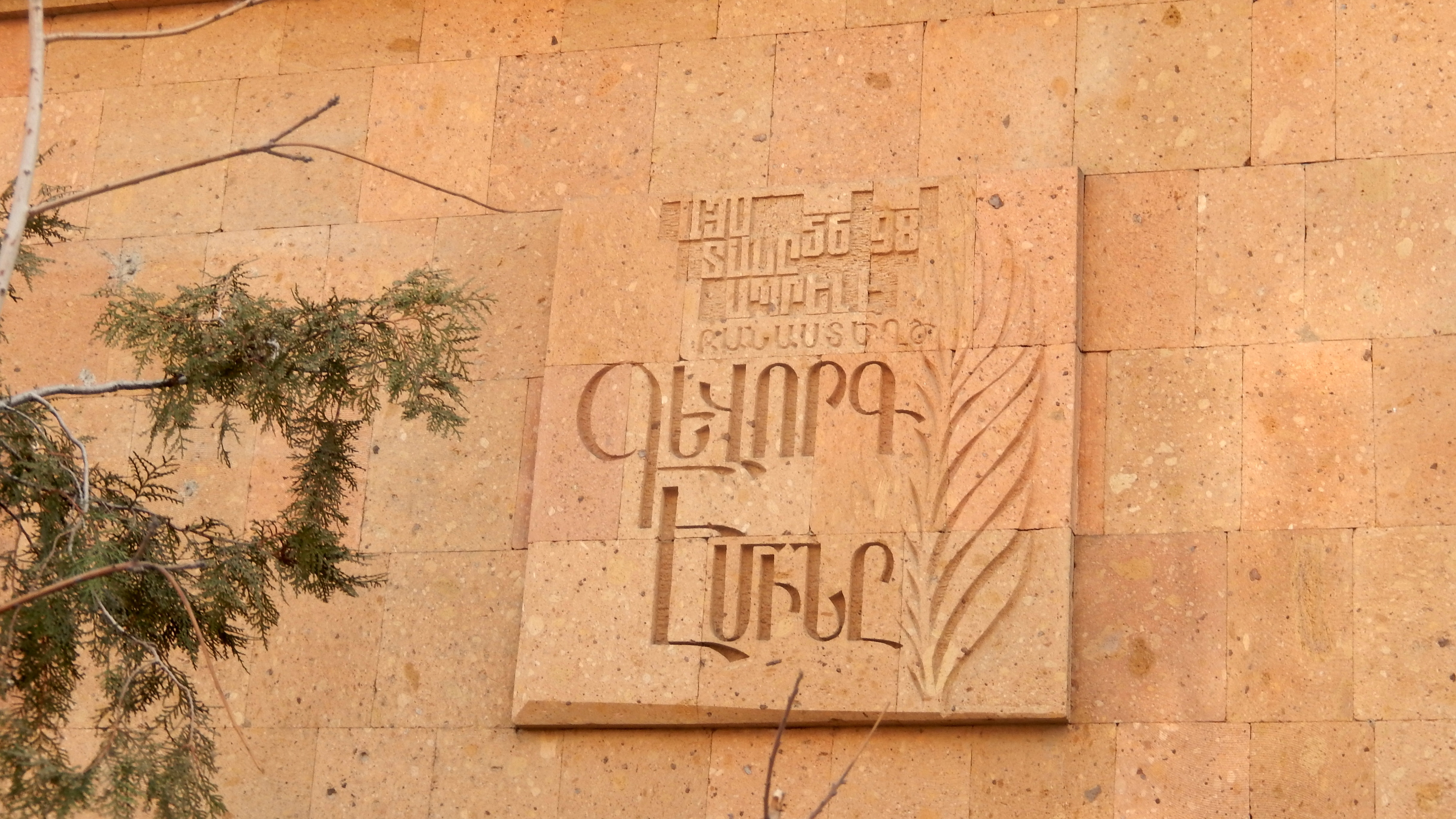
Меморіальна дошка в Єревані

Геворг Емін (справжнє ім'я — Карлен Григорович Мурадян, вірм. Կարլեն Գրիգորիի Մուրադյան; 30 жовтня 1919, Аштарак, Вірменія — 11 червня 1998, Єреван, Вірменія) — вірменський радянський поет.

## Біографія
Народився 30 жовтня 1919 року в селі Аштарак Республіки Вірменії в сім'ї службовця. 1935 року закінчив школу. Протягом 1936—1940 років навчався в Єреванському політехнічному інституті. Отримав диплом інженера з гідротехнічних споруд. У 1941—1942 роках працював помічником виконроба і виконробом на будівництві ГЕС. У 1942—1944 роках служив у Червоній армії, учасник німецько-радянської війни. Член КПРС з 1953 року.
Помер 11 червня 1998 року. Похований у Кармраворі.

## Творчість
Літературною діяльністю займався з 1938 року. 1956 року закінчив Московські вищі літературні курси при Спілці письменників СРСР. У 1969—1972 роках — головний редактор журналу «Літературна Вірменія».
Опублікував кілька збірок віршів: «Нахашавіг» («Передстежжя») (1940), «Нова дорога» (1949), «Пошуки» (1955), «Донині» (1959), «В цьому віці» (1968), «Двадцяте століття» (1970), «Сім пісень про Вірменію» (1974), «Століття. Земля. Любов» (1974), «З щоденника солдата» (1985), а також есе «Подорожній вічності» (1985), «Ластівка з Аштарака» (1988). Поезію Еміна перекладали російською мовоюД. С. Самойлов, Ю. Д. Левітанський, Б. А. Слуцький, М. С. Петрових, Л. А. Озеров, О. М. Ніколаєвська, М. Н. Рижков.
У своїй творчості поет звертається до трагічного минулого Вірменії, долі світу й мистецтва; пише про вірменських біженців, розруху, голод, геноцид вірменського народу в дореволюційні роки. Критик Едварда Кузьміна відзначала, що «в поезії Р. Еміна звучить і характерне для його земляків гостре відчуття історії: кожен відчуває свою причетність до всього тисячолітнього шляху народу, у кожного в крові — пам'ять про набіги Семіраміди, перських орд, арабів і сельджуків… У віршах Еміна є розмах, масштабність. Але вона не ворожа сердечності».
З листа Євгена Євтушенка: «Третій вірменський поет, з яким я познайомився приблизно в той самий час, — Геворг Емін, людина, абсолютно не схожа ні на Севака, ні на Шираза ні за людським характером, ні за віршами і цим теж по-своєму дорогоцінний, як і вони. Він, може бути, більш раціоналістичний у погляді на життя, більш широко терпимий до людей, хоча й зберігає істинно поетичну мудрість благородної нерозумності. Геворг чудово знає російську та закордонну поезію, і йому властива глобальність мислення, не виключає, а, навпаки, збагачує національну традицію. Він невтомно цікавий, але його цікавість ніколи не переходить у негідну метушливість, а його толерантність надає йому можливість сприймати світ не лише під якимсь одним, обмеженим кутом зору».
Переклав з російської вірменською мовою твори В. В. Маяковського, М. І. Цвєтаєвої, С. О. Єсеніна, Б. Л. Пастернака, Є. О. Євтушенка, А. А. Вознесенського, Р. Г. Гамзатова, Арагона, а також роман Е. М. Ремарка «Час жити і час помирати» (1963).

## Пам'ять
- У 2000 році випущено поштову марку Вірменії, присвячену Еміну.

## Нагороди та премії
- Сталінська премія третього ступеня (1951 — за збірку віршів «Нова дорога», 1949).
- Державна премія СРСР (1976 — за збірку віршів «Століття. Земля. Любов», 1974).
- Орден Жовтневої Революції (16.11.1984)
- Орден Дружби народів (28.09.1979)
- Два ордени «Знак Пошани» (27.06.1956, 10.10.1969)
- Медаль «За доблесну працю у Великій Вітчизняній війні 1941—1945 рр.».